# Liga Profesional Saudí 2022-23
La temporada 2022-23 fue la 47.ª edición de la Liga Profesional Saudí, la máxima categoría del fútbol en Arabia Saudita. La liga inició el 25 de agosto de 2022 y finalizó el 31 de mayo de 2023.
La liga contó con 16 equipos: trece de la edición anterior y tres ascendidos de la Primera División Saudí 2021-22. El Al-Hilal fue el defensor del título.

## Cambios
El 14 de abril de 2022, la Federación Saudí anunció que el número de equipos en la Pro League temporada 2023-24 sería incrementado de 16 a 18 equipos. Para preparar este cambio, solo dos equipos fueron relegados a la Primera División Saudí y cuatro equipos fueron los ascendidos a la Pro League. El 13 de febrero de 2023 se confirmó por parte de la FIFA que el campeón de esta temporada clasificó a la Copa Mundial de Clubes de la FIFA 2023, debido a que Arabia Saudita albergó el torneo.

## Equipos
Los clubes Al-Faisaly, Al-Ahli y Al-Hazem fueron relegados a la Primera División Saudí al ubicarse en las posiciones 14, 15 y 16 de la temporada anterior. Ascendieron el Al-Adalah, Khaleej Club y Al-Wehda.

### Ciudades y estadios
| Equipo     | Ciudad         | Estadio                              | Capacidad |
| ---------- | -------------- | ------------------------------------ | --------- |
| Abha       | Abha           | Prince Sultan bin Abdul Aziz         | 20 000    |
| Al-Adalah  | Al-Hasa        | Estadio Príncipe Abdullah bin Jalawi | 26 000    |
| Al-Batin   | Hafar Al-Batin | Al-Batin Club                        | 6000      |
| Al-Ettifaq | Dammam         | Príncipe Mohamed bin Fahd            | 35 000    |
| Al-Khaleej | Saihat         | Al-Khaleej Club                      | 10 000    |
| Al-Fateh   | Al-Hasa        | Príncipe Abdullah bin Jalawi         | 26 000    |
| Al-Fayha   | Al Majma'ah    | Al Majma'ah Sports City              | 7000      |
| Al-Wehda   | La Meca        | Rey Abdul Aziz                       | 33 000    |
| Al-Hilal   | Riad           | Príncipe Faisal bin Fahd             | 22 500    |
| Al-Ittihad | Yeda           | King Abdullah Sports City            | 62 242    |
| Al-Nassr   | Riad           | Mrsool Park                          | 25 000    |
| Al-Raed    | Buraidá        | King Abdullah Sport City             | 25 000    |
| Al-Shabab  | Riad           | Príncipe Faisal bin Fahd             | 22 500    |
| Al-Taawoun | Buraidá        | King Abdullah Sport City             | 25 000    |
| Al-Tai     | Hail           | Príncipe Abdul Aziz bin Musa'ed      | 12 000    |
| Damac      | Khamis Mushait | Prince Sultan bin Abdul Aziz         | 20 000    |

*Nota: Los estadios mostrados en la tabla anterior han sido los utilizados por los equipos en la temporada hasta el momento.

## Desarrollo

### Clasificación
| Pos. | Equipo         | Pts. | PJ | G  | E | P  | GF | GC | Dif. | Clasificación 2023-24                                   |
| ---- | -------------- | ---- | -- | -- | - | -- | -- | -- | ---- | ------------------------------------------------------- |
| 1    | Al-Ittihad (C) | 72   | 30 | 22 | 6 | 2  | 60 | 13 | +47  | Fase de grupos de Liga de Campeones y Mundial de Clubes |
| 2    | Al-Nassr       | 67   | 30 | 20 | 7 | 3  | 63 | 18 | +45  | Ronda de play-off de Liga de Campeones                  |
| 3    | Al-Hilal       | 59   | 30 | 17 | 8 | 5  | 54 | 29 | +25  |                                                         |
| 4    | Al-Shabab      | 56   | 30 | 17 | 5 | 8  | 57 | 33 | +24  |                                                         |
| 5    | Al-Taawoun     | 55   | 30 | 16 | 7 | 7  | 46 | 34 | +12  |                                                         |
| 6    | Al-Fateh       | 43   | 30 | 13 | 4 | 13 | 48 | 43 | +5   |                                                         |
| 7    | Al-Ettifaq     | 37   | 30 | 10 | 7 | 13 | 28 | 36 | −8   |                                                         |
| 8    | Damac          | 36   | 30 | 9  | 9 | 12 | 33 | 43 | −10  |                                                         |
| 9    | Al-Tai         | 34   | 30 | 10 | 4 | 16 | 41 | 49 | −8   |                                                         |
| 10   | Al-Raed        | 34   | 30 | 9  | 7 | 14 | 41 | 49 | −8   |                                                         |
| 11   | Al-Fayha       | 33   | 30 | 8  | 9 | 13 | 31 | 43 | −12  |                                                         |
| 12   | Abha           | 33   | 30 | 10 | 3 | 17 | 33 | 52 | −19  |                                                         |
| 13   | Al-Wehda       | 32   | 30 | 8  | 8 | 14 | 26 | 43 | −17  |                                                         |
| 14   | Al-Khaleej     | 31   | 30 | 9  | 4 | 17 | 30 | 44 | −14  |                                                         |
| 15   | Al-Adalah (D)  | 28   | 30 | 7  | 7 | 16 | 30 | 56 | −26  | Descenso a la MS League                                 |
| 16   | Al-Batin (D)   | 20   | 30 | 5  | 5 | 20 | 27 | 63 | −36  | Descenso a la MS League                                 |

 Fuente: SPL
Criterios de clasificación: 1) Puntos; 2) Puntos en partidos directos; 3) Gol diferencia en partidos directos; 4) Gol diferencia; 5) Goles anotados; 6) Puntos Fair-play (Nota: Desempate con enfrentamientos directos es usado solo después de haber jugado todos los partidos entre los equipos en cuestión).
Notas:
1. 1 2  Puntos en partidos directos: Al-Tai 4, Al-Raed 1.
2. 1 2  Puntos en partidos directos: Al-Fayha 4, Abha 1.

### Resultados
| Local \ Visitante | ABH | ADA | BAT | ETT | FAT | FAY | HIL | ITT | KHJ | NSR | RAE | SHB | TWN | TAI | WHD | DAM |
| ----------------- | --- | --- | --- | --- | --- | --- | --- | --- | --- | --- | --- | --- | --- | --- | --- | --- |
| Abha              |     | 1–0 | 3–2 | 2–1 | 2–2 | 1–1 | 0–3 | 1–2 | 2–0 | 0–3 | 2–1 | 0–4 | 1–1 | 2–1 | 1–2 | 2–1 |
| Al-Adalah         | 0–2 |     | 1–1 | 0–2 | 2–1 | 2–1 | 2–0 | 0–3 | 2–0 | 0–5 | 0–3 | 0–1 | 2–1 | 2–2 | 1–2 | 0–2 |
| Al-Batin          | 1–3 | 2–2 |     | 1–0 | 0–5 | 0–0 | 1–0 | 1–2 | 1–0 | 0–4 | 1–2 | 2–4 | 0–1 | 4–3 | 2–0 | 2–2 |
| Al-Ettifaq        | 2–1 | 3–2 | 3–0 |     | 0–4 | 1–0 | 0–0 | 0–3 | 1–0 | 1–1 | 1–2 | 1–0 | 0–1 | 1–2 | 1–1 | 2–0 |
| Al-Fateh          | 3–0 | 2–4 | 2–0 | 2–0 |     | 0–2 | 0–1 | 1–5 | 2–0 | 2–2 | 1–0 | 4–1 | 0–2 | 2–3 | 1–1 | 1–1 |
| Al-Fayha          | 2–0 | 1–1 | 2–2 | 0–3 | 3–0 |     | 0–2 | 0–3 | 0–3 | 0–0 | 1–1 | 1–2 | 1–1 | 2–1 | 2–0 | 0–1 |
| Al-Hilal          | 2–1 | 2–0 | 3–1 | 3–0 | 1–2 | 2–0 |     | 2–2 | 2–0 | 2–0 | 3–2 | 1–1 | 1–2 | 2–2 | 3–0 | 2–2 |
| Al-Ittihad        | 4–0 | 5–0 | 1–0 | 0–0 | 3–1 | 3–0 | 0–1 |     | 2–0 | 1–0 | 0–0 | 2–1 | 3–0 | 2–0 | 1–0 | 3–0 |
| Al-Khaleej        | 3–1 | 0–0 | 1–0 | 2–1 | 1–2 | 1–2 | 0–2 | 0–3 |     | 0–1 | 3–0 | 2–3 | 0–2 | 2–2 | 3–2 | 2–0 |
| Al-Nassr          | 2–1 | 4–1 | 3–1 | 1–0 | 3–0 | 4–0 | 2–2 | 0–0 | 1–1 |     | 4–0 | 3–2 | 2–1 | 2–0 | 1–0 | 2–1 |
| Al-Raed           | 3–1 | 2–1 | 3–1 | 1–2 | 0–3 | 2–4 | 1–1 | 0–1 | 0–0 | 1–4 |     | 2–2 | 2–3 | 0–2 | 1–0 | 5–0 |
| Al-Shabab         | 2–0 | 1–2 | 3–0 | 3–0 | 1–0 | 3–2 | 3–0 | 1–1 | 4–0 | 0–0 | 1–0 |     | 0–3 | 4–0 | 0–1 | 2–1 |
| Al-Taawoun        | 1–3 | 4–1 | 3–1 | 1–1 | 1–2 | 1–1 | 0–4 | 2–1 | 0–1 | 1–0 | 2–1 | 1–1 |     | 2–1 | 2–0 | 1–1 |
| Al-Tai            | 1–0 | 1–0 | 4–0 | 2–0 | 1–0 | 2–1 | 2–3 | 0–1 | 3–0 | 0–2 | 2–2 | 1–2 | 1–3 |     | 1–2 | 1–3 |
| Al-Wehda          | 1–0 | 0–0 | 2–0 | 1–1 | 0–2 | 0–1 | 3–3 | 1–2 | 1–4 | 0–4 | 2–2 | 2–1 | 1–1 | 1–0 |     | 0–2 |
| Damac             | 1–0 | 2–2 | 1–0 | 0–0 | 3–1 | 1–1 | 0–1 | 1–1 | 2–1 | 0–3 | 1–2 | 1–4 | 1–2 | 2–0 | 0–0 |     |

## Goleadores
| Pos. | Jugador              | Equipo     | Goles |
| ---- | -------------------- | ---------- | ----- |
| 1    | Abderrazak Hamdallah | Al-Ittihad | 21    |
| 2    | Anderson Talisca     | Al-Nassr   | 20    |
| 3    | Odion Ighalo         | Al-Hilal   | 19    |
| 4    | Firas Al-Buraikan    | Al-Fateh   | 17    |
| 5    | Cristiano Ronaldo    | Al-Nassr   | 14    |
| 6    | Romarinho            | Al-Ittihad | 13    |
| 7    | Cristian Guanca      | Al-Shabab  | 13    |
| 8    | Carlos Carvalho      | Al-Shabab  | 12    |